# 韦尔纳泰
韦尔纳泰（義大利語：Vernate），是意大利米兰省的一个市镇。总面积14平方公里，人口3167人，人口密度226.2人/平方公里（2009年）。国家统计（ISTAT）代码为015236。